# Thorybopus lophatus
Thorybopus lophatus is een slakkensoort uit de familie van de Discodorididae. De wetenschappelijke naam van de soort is voor het eerst geldig gepubliceerd in 1977 door Bouchet.